# Mat Ala
Le Mat Ala est un volcan bouclier d'Éthiopie.